# Gareth Bale
Gareth Frank Bale, valižanski nogometaš, * 16. julij 1989, Cardiff, Wales, Združeno kraljestvo.

## Kariera
Bale je kariero začel leta 2005 pri klubu Southampton, v sezoni 2007/08 pa je bil član kluba Tottenham Hotspur v Premier League. Leta 2013 je za takrat rekorden 101 milijon prestopil k Real Madridu.

### Zadetki zavaližansko reprezentanco
Prva številka pri rezultatih predstavlja izkupiček Walesa.
| #  | Datum            | Prizorišče                         | Nasprotnik | Izid  | Končni rezultat | Tekmovanje                 |
| -- | ---------------- | ---------------------------------- | ---------- | ----- | --------------- | -------------------------- |
| 1. | 7. oktober 2006  | Millennium Stadium, Cardiff, Wales | Slovaška   | 1 – 2 | 1 – 5           | Kvalifikacije za Euro 2008 |
| 2. | 28. marec 2007   | Millennium Stadium, Cardiff, Wales | San Marino | 2 – 0 | 3 – 0           | Kvalifikacije za Euro 2008 |
| 3. | 12. oktober 2010 | St. Jakob-Park, Basel, Švica       | Švica      | 1–1   | 4-1             | Kvalifikacije za Euro 2012 |